# Hans Scholander
Hans Erik Scholander, född den 23 augusti 1879 i Malmö, död den 17 maj 1941 i Stockholm, var en svensk präst och skolman. Han var bror till Axel Scholander.
Scholander avlade mogenhetsexamen i Malmö 1897, filosofie kandidatexamen 1899 i Lund samt teoretisk teologisk och praktisk teologisk examen där 1903. Efter prästexamen prästvigdes han för Lunds stift 1907. Scholander avlade filosofie licentiatexamen vid Uppsala universitet 1908 och teologie licentiatexamen 1913. Han promoverades till filosofie doktor 1909 och till teologie doktor 1918. Scholander var docent i religionshistoria  vid Lunds universitet 1909–1912, komminister i Hörby och Lyby 1910–1913 och kyrkoherde i Fulltofta och Äspinge 1913–1919. Han blev lektor i kristendomskunskap vid Strängnäs folkskoleseminarium 1919, vid Östermalms högre allmänna läroverk 1927 och vid Stockholms folkskoleseminarium 1930. I sina vetenskapliga arbeten, främst Det israelitiska offrets upplösning (doktorsavhandling, 1909) och Studier över auktoriteten i religionen (1915), behandlar Scholander från religionshistoriska och religionspsykologiska synpunkter frågor om kristendomens uppkomst och religionens ursprung.